# Trichoclea explicata
Trichoclea explicata là một loài bướm đêm trong họ Noctuidae.